# Интродаква
Интродаква (итал. Introdacqua) је насеље у Италији у округу Л'Аквила, региону Абруцо.
Према процени из 2011. у насељу је живело 939 становника. Насеље се налази на надморској висини од 624 м.

## Становништво
| 1931. | 1936. | 1951. | 1961. | 1971. | 1981. | 1991. | 2001. | 2011. |
| ----- | ----- | ----- | ----- | ----- | ----- | ----- | ----- | ----- |
| 3.600 | 3.414 | 3.070 | 2.022 | 1.520 | 1.593 | 1.675 | 1.831 | 2.129 |